# Franck Khalfoun
Franck Ange Khalfoun (Parigi, 9 marzo 1968) è un regista, sceneggiatore e attore francese.

## Biografia
Khalfoun è nato da padre algerino e madre francese. Ha iniziato presto la carriera nel mondo dello spettacolo come ballerino classico in un teatro parigino. Successivamente si dedica alla recitazione e debutta come attore nel film Il giorno del perdono di Alexandre Arcady, dove lavora anche come assistente regista. 
Nel 2003 ottiene il suo primo ruolo di rilievo nel dramma sportivo Snowboarder. Nello stesso anno recita nell'horror Alta tensione di Alexandre Aja, con cui inizia un'amicizia e un sodalizio artistico. Aja produce l'esordio alla regia di Khalfoun con il thriller -2 Livello del terrore.
Nel 2007 si trasferisce a Los Angeles dove fonda il teatro indipendente Godot's Hideaway. Due anni più tardi si trasferisce a New York, dove ha fondato una società di produzione di spot pubblicitari e video musicali, realizzando video per artisti come Mos Def, Busta Rhymes, Erick Sermon e molti altri.
Nel 2009 dirige il suo secondo film Wrong Turn at Tahoe - Ingranaggio mortale, con Cuba Gooding Jr., Miguel Ferrer e Harvey Keitel. Nel 2010 ottiene un piccolo ruolo in Piranha 3D, diretto dall'amico Alexandre Aja.
Nel 2012 dirige Elijah Wood nel thriller Maniac. Nel 2017 dirige Amityville - Il risveglio, diciottesimo film della saga Amityville.

## Filmografia

### Regista
- -2 Livello del terrore (P2) (2007)
- Wrong Turn at Tahoe - Ingranaggio mortale (Wrong Turn at Tahoe) (2009)
- Maniac (2012)
- i-Lived (2015)
- Amityville - Il risveglio (Amityville: The Awakening) (2017)

### Sceneggiatore
- -2 Livello del terrore (P2) (2007)
- i-Lived (2015)
- Amityville - Il risveglio (Amityville: The Awakening) (2017)

### Attore
- Il giorno del perdono (Le Grand Pardon II), regia di Alexandre Arcady (1992)
- L'aigle et le cheval – film TV, regia di Serge Korber (1994)
- Snowboarder, regia di Olias Barco (2003)
- Alta tensione (Haute tension), regia di Alexandre Aja (2003)
- -2 Livello del terrore (P2), regia di Franck Khalfoun (2007)
- Piranha 3D, regia di Alexandre Aja (2010)
- Lowriders, regia di Ricardo de Montreuil (2016)